# Burkhard von Erlach (Offizier)
Burkhard von Erlach (* 1535 in Bern; † 1566) war Offizier in holländischen  und piemontesischen Diensten.

## Familie
Erlach war der Sohn von Wolfgang von Erlach, Herr zu Jegenstorf, (1512–1556) und Katharina von Diesbach (1516–1576). Er heiratete Adelheid Sigelmann aus Delémont, mit welcher er vier Kinder hatte: 
- Erasmus von Erlach († 1615), badischer Landvogt zu Zellerbad, Gubernator zu Litzel,
- Hans Sebastian von Erlach (* 4. Juni 1564 in Jegenstorf, Fraubrunnen; † in frühem Alter),
- Burkhard von Erlach (1566–1640), Jurist und Hofmarschall am fürstlichen Hof zu Anhalt-Bernburg,
- Anna Lucretia, heiratete Thomas von Knesebeck.

Er starb eines frühen Todes, mit 31 Jahren, an Pest.